# Terremoto e maremoto del Tōhoku del 2011
Il terremoto e maremoto del Tōhoku del 2011 (東北地方太平洋沖地震?, Tōhoku-chihō Taiheiyō Oki Jishin, lett. "terremoto in alto mare della regione di Tōhoku e dell'oceano Pacifico") si verificò alle 14:46 JST (05:46 UTC) dell'11 marzo 2011. Il megasisma sottomarino di magnitudo 9.1 mww avvenuto a 29 km di profondità con epicentro nell'Oceano Pacifico, a 72 km a est della penisola di Oshika della regione di Tōhoku, è durato circa sei minuti, generando un maremoto.
Il sisma, denominato anche Grande terremoto del Giappone orientale (東日本大震災?, Higashi nihon daishinsai), è stato il più potente mai registrato in Giappone e il quarto più potente al mondo dall'inizio delle registrazioni moderne nel 1900.
Il terremoto ed il successivo tsunami sono stati la causa dell'incidente nucleare di Fukushima Dai-ichi. L'onda di maremoto mise infatti fuori uso i generatori di emergenza, che alimentavano i sistemi di raffreddamento di tre dei reattori della centrale.

## Il terremoto
Il terremoto si è generato nella prefettura di Miyagi. La zona presso l'epicentro ha tremato per circa 6 minuti, raggiungendo una magnitudo momento di 9,0. Sulla terraferma, circa 100 km dall'epicentro, si è rilevato un valore di scuotimento sismico massimo (Intensità Mercalli Modificata), corrispondente al nono grado. L'accelerazione del suolo ha raggiunto picchi di 2,99 g. Ulteriori scosse si sono succedute dopo quella iniziale delle 14:46: una di magnitudo 7,0 alle 15:06, una di magnitudo 7,4 alle 15:15 ed una di magnitudo 7,2 alle 15:26, e sono state oltre quaranta le scosse di magnitudo superiore a 5,0 che hanno avuto luogo nelle ore seguenti la scossa iniziale. Molte parti della città di Tokyo sono rimaste temporaneamente senza fornitura di energia elettrica.
All'alba del 13 marzo (ore 5:00 locali) si sono verificate altre scosse di 6,8 e 6,0 nel nord est del Paese. Il 14 marzo si verifica un'altra grande scossa di magnitudo 6,2 avvertita anche a Tokyo. Il 15 marzo un'altra scossa dello stesso magnitudo si è riscontrata a 120 chilometri a sud-ovest di Tokyo, nei pressi del Fuji con epicentro a Shizuoka. Il 16 marzo una scossa di 6,0 scuote la prefettura di Chiba, alla periferia est di Tokyo. Il 17 marzo la televisione di Stato NHK annuncia che una nuova scossa di magnitudo 5,8 si è registrata poco fuori da Tokyo, con epicentro al largo delle coste della prefettura di Ibaraki, a nord della capitale.
Con l'attuale numero di 15 704 morti (la gran parte delle vittime e dei danni è stata causata dallo tsunami) è stato superato il numero di morti del terremoto di Kobe del 1995 nel quale morirono 6 434 persone; per aiutare i parenti delle vittime a superare il lutto, venne costruito il Telefono del vento.

### Intensità
La forte scossa è stata registrata con un'intensità shindo 7 sulla scala sismica dell'agenzia Meteorologica Giapponese a Kurihara, nella prefettura di Miyagi. Le stazioni sismiche delle prefetture di Fukushima, Ibaraki e Tochigi, hanno registrato un'intensità shindo 6+ superiore, mentre nelle prefetture di Iwate, Gunma, Saitama e Chiba un'intensità shindo 6- inferiore. A Tokyo è stata, invece, misurata un'intensità shindo 5+ superiore.
| Intensità | Mercalli | Prefetture                                                              | Mappa |
| --------- | -------- | ----------------------------------------------------------------------- | ----- |
| 7         | X–XII    | Miyagi                                                                  |       |
| 6+        | VIII–X   | Fukushima, Ibaraki, Tochigi                                             |       |
| 6-        | VII–IX   | Iwate, Gunma, Saitama, Chiba                                            |       |
| 5+        | VI–VIII  | Aomori, Akita, Yamagata, Tokyo, Kanagawa, Yamanashi                     |       |
| 5-        | V–VII    | Niigata, Nagano, Shizuoka                                               |       |
| 4         | IV–VI    | Hokkaido, Gifu, Aichi                                                   |       |
| 3         | III–IV   | Toyama, Ishikawa, Fukui, Mie, Shiga, Kyoto, Osaka, Hyōgo, Nara          |       |
| 2         | II–III   | Wakayama, Tottori, Shimane, Okayama, Tokushima, Kochi, Saga, Kumamoto   |       |
| 1         | I–II     | Hiroshima, Kagawa, Ehime, Yamaguchi, Fukuoka, Nagasaki, Oita, Kagoshima |       |

## Il maremoto
In seguito alle scosse si è generato uno tsunami con onde alte oltre 10 metri che hanno raggiunto una velocità di circa 750 km/h. Molti paesi, tra cui la Nuova Zelanda, l'Australia, la Russia, Guam, le Filippine, l'Indonesia, la Papua Nuova Guinea, Nauru, le Hawaii, le Isole Marianne Settentrionali e Taiwan hanno, di conseguenza, dichiarato l'allerta tsunami. In Giappone l'allerta è stata subito portata al livello massimo. Le coste giapponesi più colpite dalle onde anomale sono state quella della prefettura di Iwate, dove si è registrata l'onda più alta, abbattutasi nelle vicinanze della città di Miyako, che ha raggiunto la straordinaria altezza di 40,5 metri, e quella della prefettura di Miyagi, che ha subito i maggiori danni, con automobili, edifici, navi e treni travolti dalle onde.
Misurazioni del livello medio del mare, effettuate presso la stazione di Capo Roberts nell'Antartide indicano che le oscillazioni sulla superficie del mare, del treno d'onda seguente l'arrivo dell'onda tsunami ha impiegato almeno 72 ore per ridursi al livello delle oscillazioni osservabili durante le tempeste locali. Lo tsunami ha anche raggiunto il mare Mediterraneo, passando attraverso lo Stretto di Gibilterra. Le immagini da satellite hanno mostrato che la fatica, indotta da queste oscillazioni, sulla massa di ghiaccio della piattaforma di ghiaccio Sulzberger che si riversa nell'oceano, ha provocato la rottura ed il distacco dalla stessa di due grossi iceberg di 10 x 6 km di dimensione e di 7 x 4 km, per una perdita complessiva di 125 km² di ghiaccio; si tratta del primo distacco rilevato di iceberg da quell'area da 46 anni.
A distanza di tre anni dall'evento, modelli elaborati al computer suggeriscono che alla formazione dell'onda di tsunami di tale altezza abbia contribuito l'effetto congiunto di una grande frana sottomarina innescata dal terremoto.
Lo tsunami del Giappone dell'11 marzo 2011 è stato uno dei più catastrofici maremoti della storia dell'umanità, superato a livello mondiale solo dal maremoto della placca indo-asiatica del 26 dicembre 2004.

## Effetti del sisma

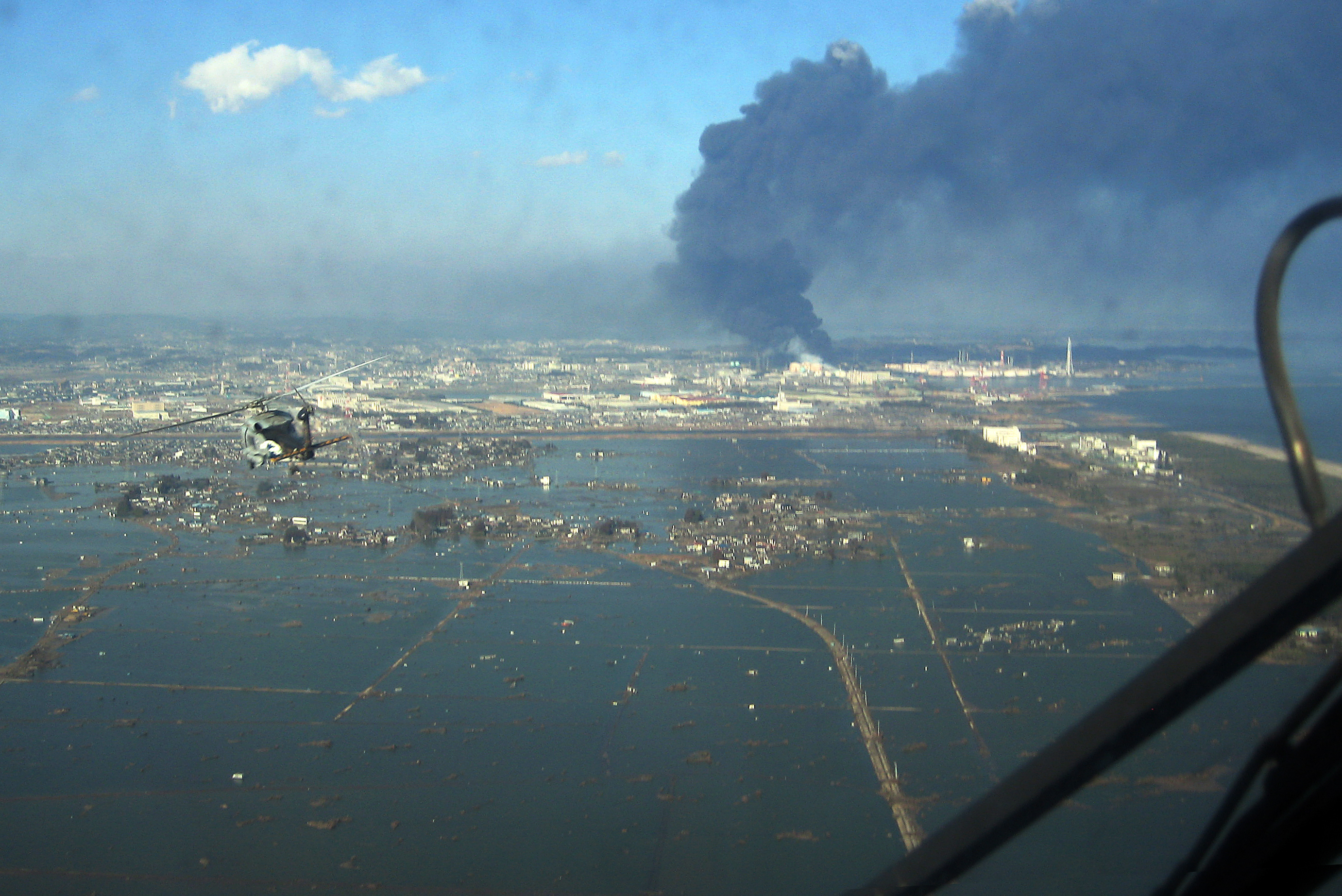
Vista aerea di Sendai il 12 marzo

La grande energia del sisma potrebbe aver causato, secondo alcuni calcoli, lo spostamento dell'asse terrestre di circa 17 centimetri (inizialmente stimati 10 cm) e spostato le coste del paese di 4 metri verso Est, causando anche mutazioni del fondale marino.

### Vittime
A un mese dall'evento, il numero delle vittime da parte della National Police Agency giapponese fu di 13 228 morti e 14 529 dispersi, con stime dei dispersi effettivi vicine ai 17 000 per un totale di oltre 30 000 vittime. Oltre il 90% delle vittime è morta per annegamento, il 4,4% a causa dei crolli o delle ferite riportate e l'1,1% a causa degli incendi scoppiati in seguito al terremoto. Per le altre vittime non è stata accertata una causa specifica.
Nel 2021 il numero ufficiale è di 19 759 morti accertati, 6 242 feriti e 2 553 dispersi.
Due treni passeggeri sono stati travolti dalle onde, uno dei quali è stato ritrovato solo il 13 marzo tra Iwate e Miyagi assieme ai 70 passeggeri, tutti salvi, che si erano rifugiati in una scuola sfuggendo alle onde. Altri superstiti trascinati in mare dal riflusso dello tsunami sono stati recuperati fino a 15 km dalla costa di Fukushima. Oltre 100 edifici indicati come luogo di evacuazione sicuro sono stati spazzati via dallo tsunami, che ha travolto le persone che vi si erano rifugiate. Il numero più alto di giovani vittime si è verificato alla Scuola elementare di Okawa, nella città di Ishinomaki. Al termine della scossa principale del terremoto l'edificio scolastico è stata evacuata senza problemi, con gli insegnanti che hanno riunito gli alunni nel cortile della scuola. L'ipotesi di salire su una vicina collina è stata scartata dagli insegnanti, che hanno voluto seguire il piano di evacuazione non aggiornato della scuola. Oltre mezz'ora più tardi lo tsunami, che a Ishinomaki ha raggiunto un'altezza di 8,6 metri, ha travolto la scuola, uccidendo 74 dei 108 studenti ancora sotto la custodia degli insegnanti (alcuni studenti erano stati portati via dai genitori, accorsi sul posto dopo la prima scossa) e 10 insegnanti. Nel 2014 i familiari di 23 delle vittime hanno fatto causa alla città di Ishinomaki e alla Prefettura di Miyagi. Nel 2016 la Corte distrettuale di Sendai ha riconosciuto le responsabilità della scuola, che non è stata in grado di proteggere gli alunni, e ha accordato ai parenti un risarcimento di 1,4 miliardi di yen.
Dalle 9:30 dell'11 marzo è stato attivato il sistema Google Person Finder, già utilizzato per i terremoti di Haiti, del Cile e di Christchurch. Il 14 marzo i soccorritori hanno ritrovato 2 000 cadaveri nella sola prefettura di Miyagi.
Il villaggio di Fudai, nella prefettura di Iwate, è stato risparmiato dallo tsunami grazie a una diga fortemente voluta dal sindaco Kōtoku Wamura, scomparso nel 1997. L'unica vittima registrata a Fudai è stato un pescatore, uscito dopo il terremoto per cercare la sua barca e sorpreso dall'onda anomala mentre era in mare.

### Danni alle infrastrutture
Nei primi momenti dopo il sisma si sono sviluppati incendi e smottamenti. Una colonna di fumo si è innalzata dalla zona del porto di Tokyo, con danni registrati anche a Tokyo Disneyland. Per la prima volta dall'apertura il Tokyo Disneyland e il Tokyo DisneySea hanno annunciato la chiusura dei parchi dal 12 al 22 marzo per controlli agli edifici, alle attrazioni, e al suolo, che, nel parcheggio e in alcuni punti dei parchi, è andato soggetto al processo di liquefazione. L'antenna in cima alla Tokyo Tower ha subito un collasso strutturale risultando, sin dalle prime ore, vistosamente pendente.

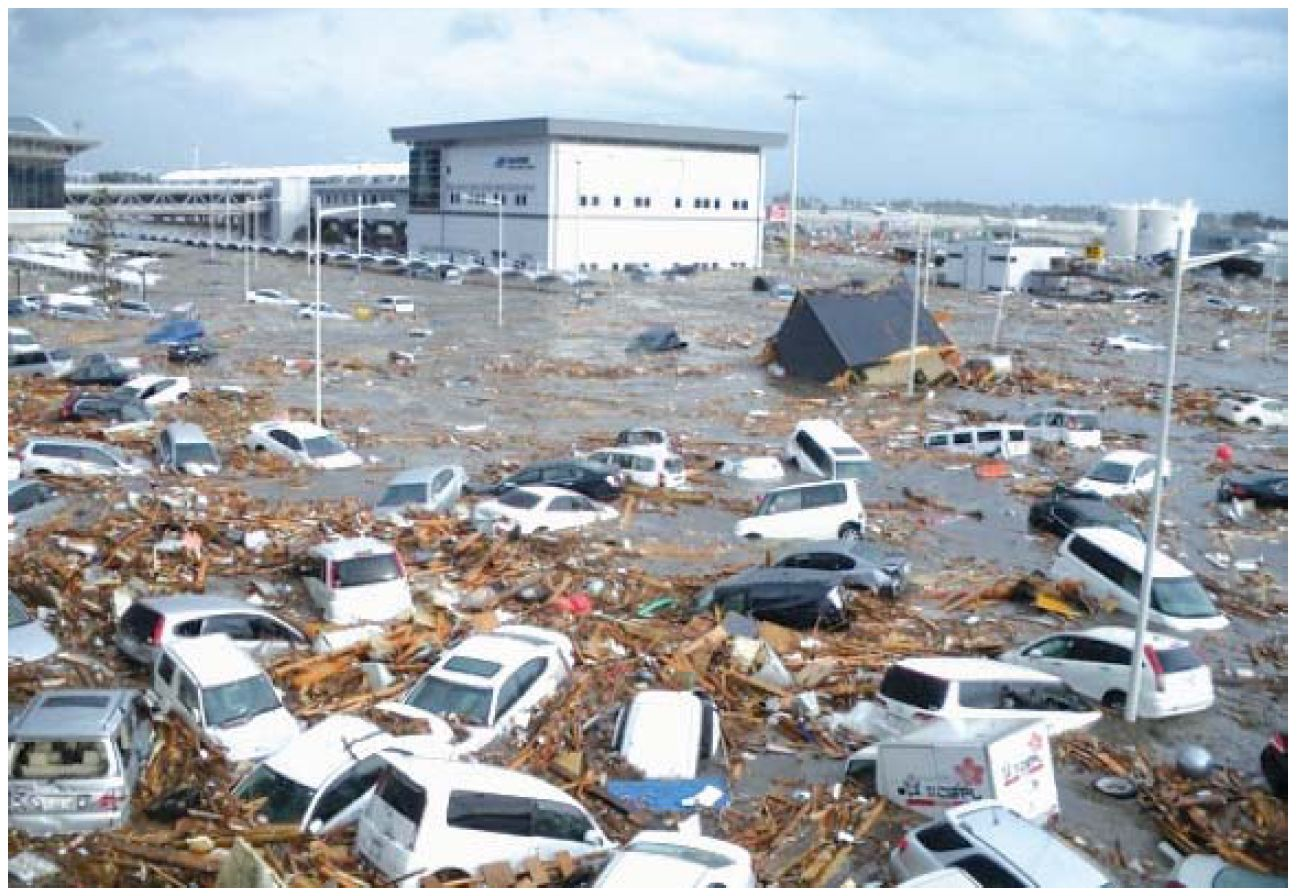
L'aeroporto di Sendai dopo lo tsunami.

La rete ferroviaria giapponese Shinkansen ha bloccato tutti i treni ad alta velocità, mentre altri servizi ferroviari in varie parti del paese sono stati sospesi. Il 12 marzo la rete dei trasporti dell'area metropolitana di Tokyo, la rete ferroviaria Shinkansen sul tratto Tokaido e i servizi autobus hanno incominciato a riprendere normalità. A Sendai lo tsunami ha allagato l'aeroporto. Un elicottero che ha sorvolato l'aeroporto il giorno dopo ha segnalato che l'area si trovava ancora sotto due metri e mezzo d'acqua. Nei giorni successivi oltre 5 000 auto travolte dalle onde sono state rimosse, grazie anche alla collaborazione dell'esercito statunitense. Dal 15 marzo l'aeroporto è stato parzialmente riaperto con un uso limitato alle necessità delle operazioni di soccorso e di assistenza delle popolazioni delle aree devastate. Negli aeroporti di Tokyo Haneda e Narita il traffico è stato subito sospeso per una verifica precauzionale delle piste ed è ripreso il giorno successivo al sisma.
Una diga di un bacino di irrigazione nella prefettura di Fukushima è crollata. L'acqua che ne è fuoriuscita ha investito alcuni edifici e causato danni alla viabilità della città di Sukagawa. Nella città di Ichihara, nella prefettura di Chiba, una raffineria della Cosmo Oil Company è esplosa, generando un vasto incendio. Un cargo della società italiana Romeo Group è stato completamente distrutto a Ishinomaki, un secondo cargo è stato scaraventato sulla terraferma con l'intero equipaggio a bordo sano e salvo. La fornitura d'acqua si è interrotta in almeno 1,4 milioni di case e circa 3 milioni di persone sarebbero rimaste senza elettricità. A ciò si è aggiunta la penuria di beni di prima necessità come cibo, acqua e carburante a Sendai.

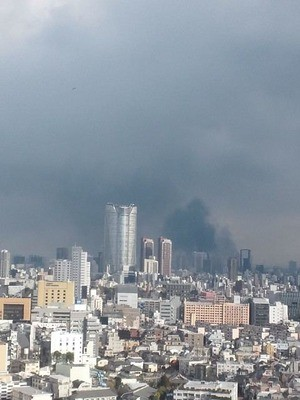
La colonna di fumo visibile a Tokyo subito dopo il sisma.
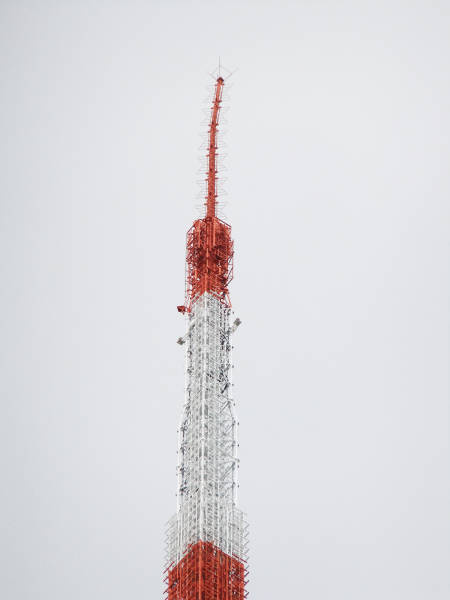
L'antenna piegata sulla cima della Tokyo Tower
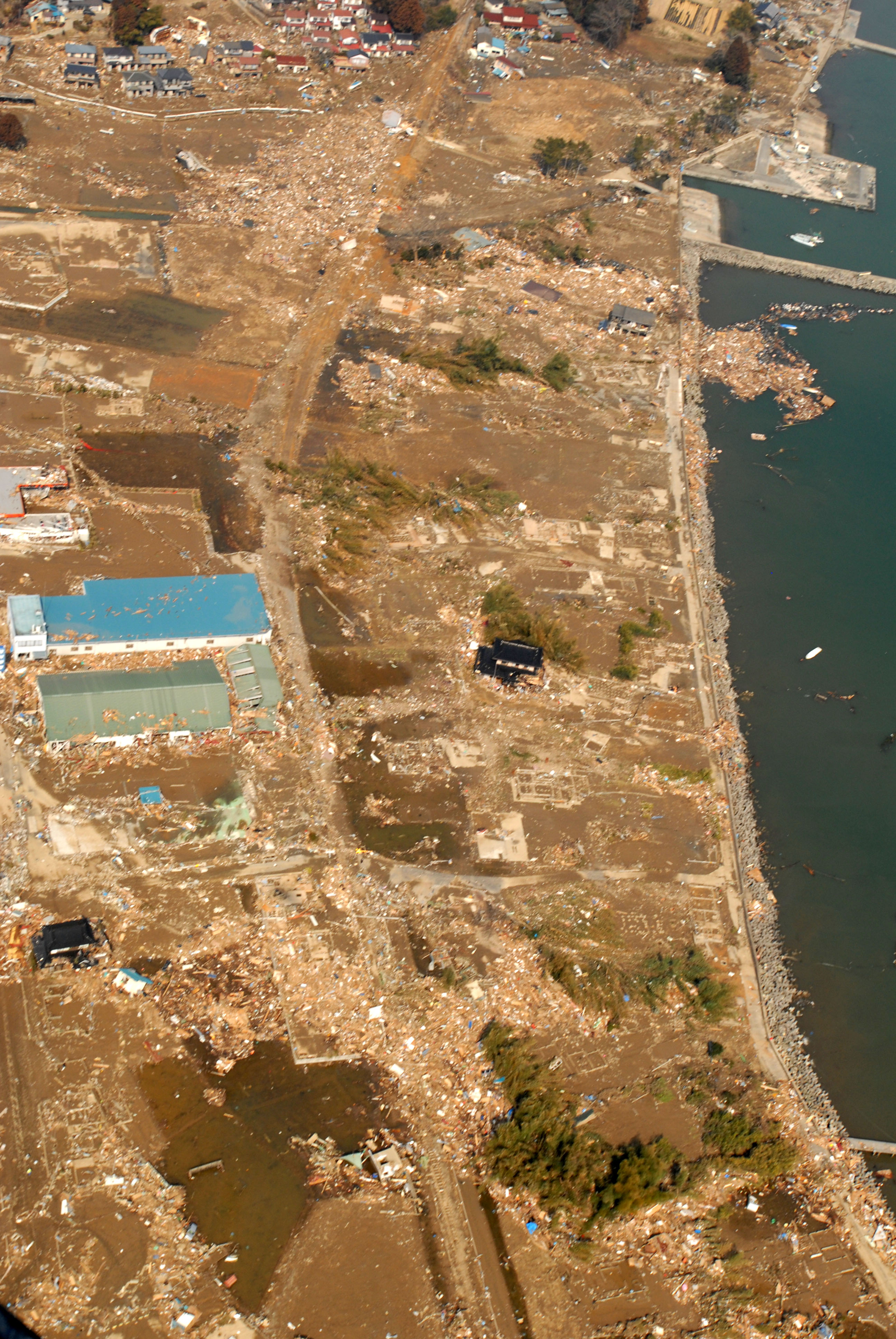
Vista aerea dei danni provocati dallo tsunami nell'area di Sendai.
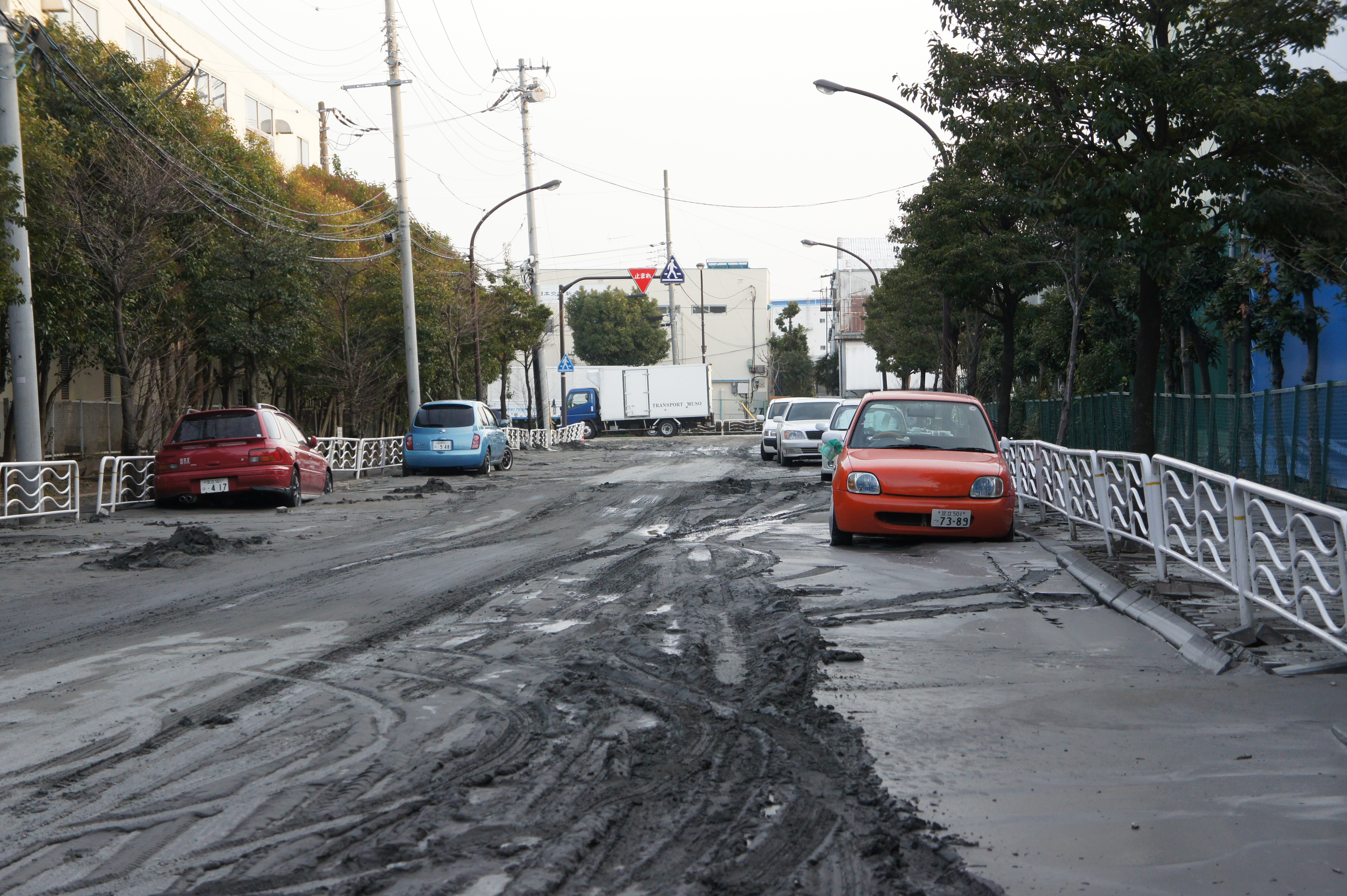
Liquefazione della sabbia sotto una strada a Koto
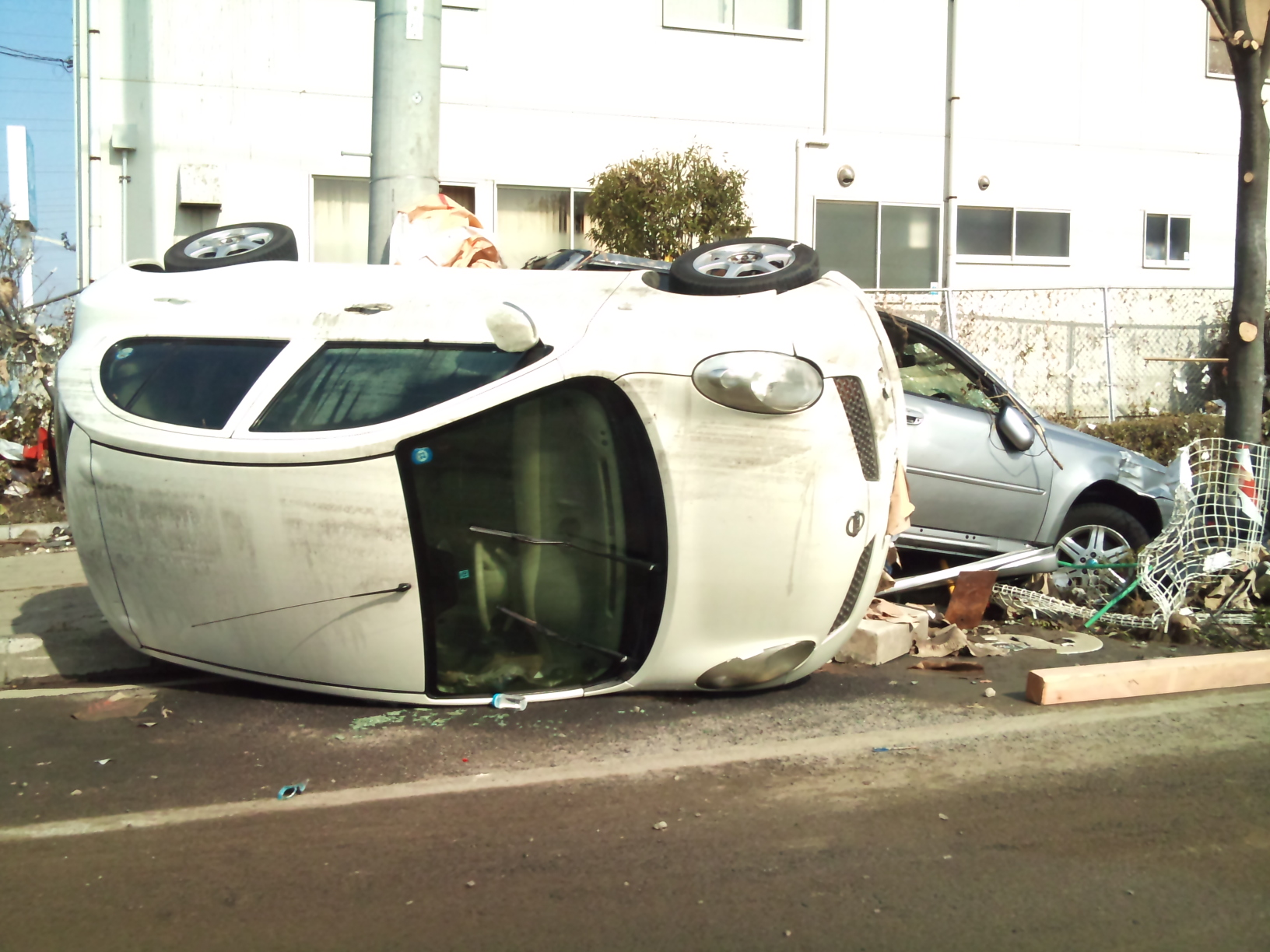
Auto capovolta nelle vicinanze del porto di Sendai

#### Le centrali nucleari
Il sisma ha provocato lo spegnimento automatico di undici centrali nucleari da parte dei sistemi di emergenza.

##### Centrali di Fukushima
Le centrali che hanno subito i maggiori danni sono state quelle di Fukushima Dai-ni (Fukushima II) e, in particolare, Fukushima Dai-ichi (Fukushima I), situate a circa 11 km l'una dall'altra nella prefettura di Fukushima. I reattori attivi a Fukushima I erano i n. 1, 2 e 3, mentre altri tre erano stati spenti per manutenzione. Questi si sono disattivati automaticamente dopo la scossa, ma i sistemi di raffreddamento sono comunque risultati danneggiati, causando un surriscaldamento incontrollato. Il livello dell'acqua negli impianti è sceso sotto i livelli minimi di guardia in tutti e due i siti, e pertanto è stata dichiarata l'emergenza nucleare (la prima nella storia del Giappone). Alle 15:40 (6:40 UTC) dell'11 marzo il reattore n. 1 di Fukushima I ha subito la fusione delle barre di combustibile e un'esplosione visibile anche dall'esterno, che ha provocato il crollo di parte delle strutture esterne della centrale. In un'ora sarebbero state rilasciate più radiazioni che nell'arco di un anno.
Il 12 marzo si è verificato lo stesso problema al reattore n. 3 della stessa centrale. Per contenere il surriscaldamento è stato autorizzato il rilascio controllato di vapore e si è proceduto all'irrorazione dei reattori con acqua di mare e acido borico (capace di assorbire neutroni e rallentare la reazione del combustibile). I gas dispersi dalle esplosioni e dal rilascio di vapore hanno diffuso nell'atmosfera ioni radioattivi di iodio 131. La successiva evacuazione ha interessato 110 000 persone nel raggio di 30 chilometri dall'impianto di Fukushima I. Il 14 marzo si è interrotto l'impianto di raffreddamento del reattore n. 2, subito irrorato con acqua marina e boro.
Nella notte del 15 marzo è avvenuta un'esplosione, con successivo incendio, al reattore n. 4: anche se spento, il guasto all'impianto di raffreddamento ha impedito di contenere il surriscaldamento dovuto al decadimento naturale del combustibile nucleare, e questo ha portato alla vaporizzazione dell'acqua della piscina di soppressione in cui è immerso il reattore e alla successiva reazione tra vapore bollente e lo zirconio che riveste le barre di combustibile; l'acqua attorno al reattore si è prosciugata portando il surriscaldamento fuori controllo. Gli incendi e la radioattività hanno reso problematico l'accesso negli impianti dei tecnici che cercavano di riprendere il controllo dei reattori. Tuttavia, i contenitori primari (vessel) dei reattori interessati dagli incidenti (n. 1, 2, 3 e 4) hanno resistito alle esplosioni e al surriscaldamento. Gli avvenimenti sono stati classificati dall'Agenzia per la sicurezza nucleare e industriale del Giappone al grado 7 della scala INES, il massimo, a pari livello con il Disastro di Černobyl'.

##### Centrale di Onagawa

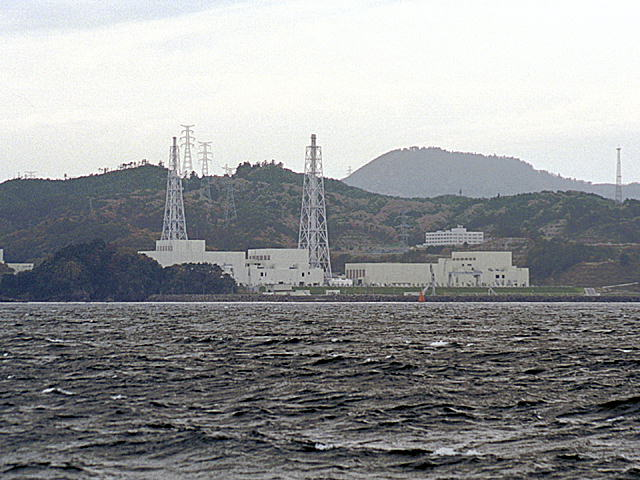
La centrale nucleare di Onagawa

Un incendio dalla sezione turbina della centrale nucleare di Onagawa in seguito al terremoto è stato riferito da Kyodo News. L'incendio era in un edificio che ospita la turbina, che è situata separatamente dal reattore della centrale, e si è presto estinto. Il 13 marzo è stato dichiarato lo stato di livello più basso di emergenza per l'impianto di Onagawa, a causa del superamento dei livelli di radioattività temporanea consentita.

##### Centrale di Tokai
Il reattore numero 2 è stato uno degli undici a essersi spento automaticamente nel Paese. Il 14 marzo è stato segnalato che una pompa per il sistema di raffreddamento del reattore numero 2 aveva smesso di funzionare. La Japan Atomic Power Company ha affermato che una seconda pompa di raffreddamento era in esercizio, ma che due dei tre generatori diesel utilizzati per alimentare il sistema di raffreddamento erano fuori uso.

### Blocco della produzione
In seguito alla scossa alcune delle maggiori compagnie hanno sospeso la produzione negli stabilimenti giapponesi.
La Sony ha dovuto sospendere temporaneamente le attività delle fabbriche della divisione Sony Chemical & Information Device Corp. di Tagajō (produzione di nastri magnetici e di blu-ray disc) e di Tome (produzione di obiettivi ed IC cards); della divisione Sony Shiroishi Semiconductor (produzione di semiconduttori laser); della divisione Sony Energy Devices di Kōriyama (produzione di batterie al litio); della divisione Sony Energy Devices di Motomiya (produzione di batterie al litio); della divisione Sony Manufacturing Systems di Kuki (produzione di componentistica varia); e della divisione Sony DADC Japan di Ibaraki (produzione di CD e DVD). La Sony ha altresì fermato volontariamente la produzione in diversi altri stabilimenti per evitare il consumo di energia divenuta carente a seguito del fermo delle centrali nucleari.

## Risposte del governo
Dopo la prima scossa e il successivo tsunami, il primo ministro del Giappone Naoto Kan ha annunciato che il governo ha mobilitato le forze di autodifesa in varie zone colpite dal terremoto. Ha chiesto poi pubblicamente al popolo giapponese di restare calmo promettendo di aggiornare sulla situazione attraverso vari media. Ha spiegato, infine, che le centrali nucleari si sono spente in seguito alla scossa, ma nonostante ciò il pericolo di fuoriuscita di materiale radioattivo non è stato scongiurato. In un discorso alla nazione il 13 marzo dichiara: «È il momento più difficile dalla fine della seconda guerra mondiale: chiedo a tutti la massima unità» e «non sarà una nuova Černobyl', ma [c'è] il rischio che il reattore n° 3 di Fukushima, ora sotto stress, possa avere un'esplosione simile a quella del reattore n° 1».

## Appoggio internazionale

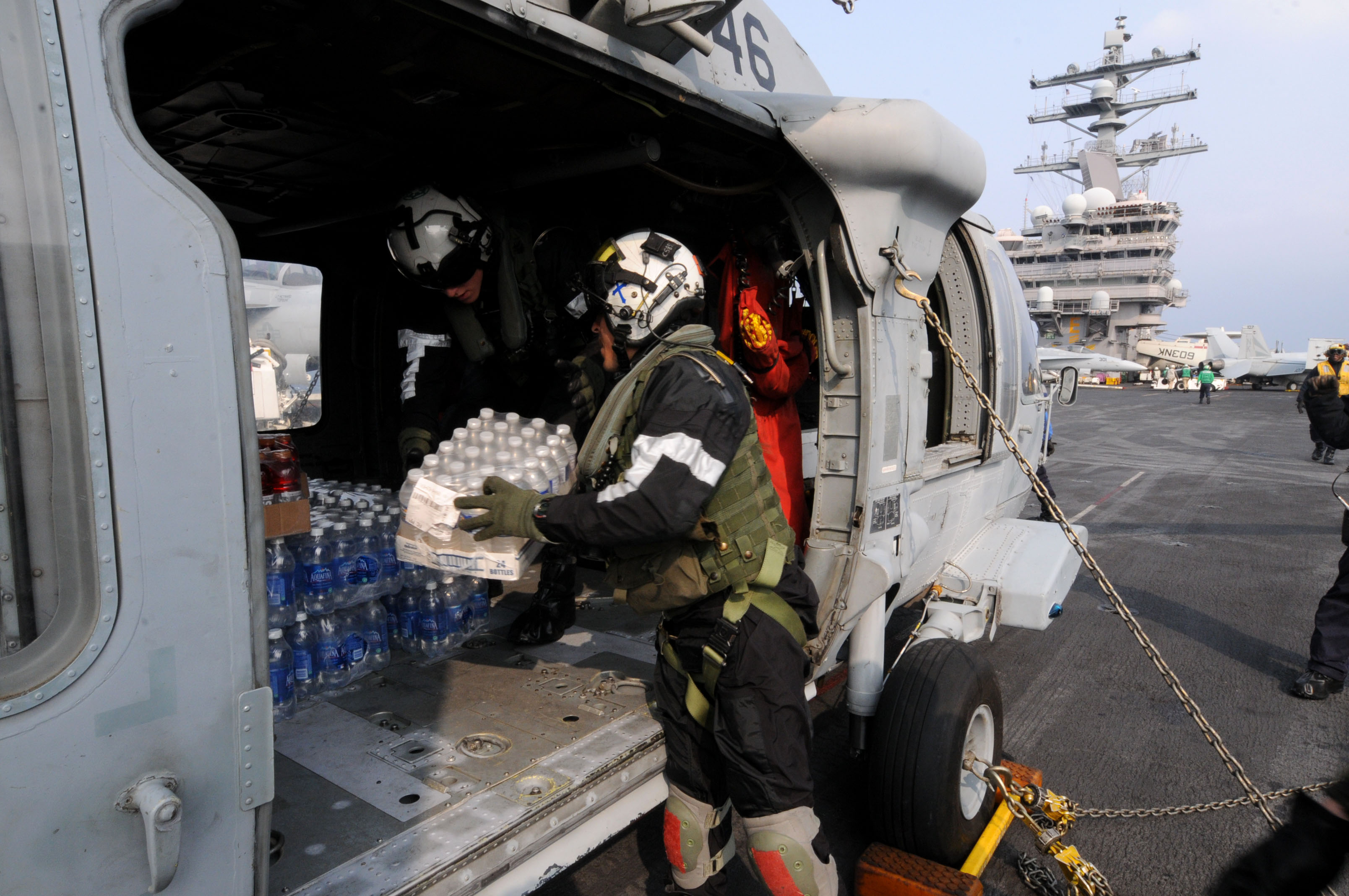
Marinai della United States Navy trasferiscono rifornimenti umanitari per aiutare il popolo giapponese

Il Giappone ha ricevuto messaggi di cordoglio e offerte di assistenza da numerosi governanti in tutto il mondo. Secondo l'Onu, 45 stati si sono offerti di inviare squadre di ricerca e salvataggio. All'inizio di maggio la Croce Rossa giapponese ha segnalato donazioni per 174 miliardi di yen, equivalenti a oltre un miliardo di euro.
Il governo giapponese ha esplicitamente richiesto squadre ad Australia, Nuova Zelanda, Corea del Sud, Regno Unito e Stati Uniti. Ha anche richiesto, tramite la sua agenzia spaziale JAXA, l'attivazione della Carta Internazionale per la Gestione dei disastri, per permettere alle organizzazioni che forniscono salvataggio e aiuto di accedere alle immagini satellitari delle zone disastrate.
La Nuova Zelanda ha inviato una squadra specializzata in ricerca e salvataggio in ambienti urbani, adoperata nelle tre settimane precedenti per setacciare le macerie lasciate dal terremoto di Christchurch, oltre a 15 tonnellate di attrezzature di soccorso.
L'Australia ha inviato la fregata HMAS Sydney e la nave da sbarco pesante HMAS Tobruk cariche di elicotteri, ingegneri dell'esercito australiano e squadre mediche.
Gli Stati Uniti hanno dislocato delle unità navali, inclusa la portaerei Ronald Reagan, in posizione più ravvicinata al Giappone, allo scopo di fornire aiuto. La Germania ha inviato specialisti di ricerca e salvataggio del Technisches Hilfswerk. Dal Regno Unito sono partiti verso il Giappone 70 soccorritori, tra cui due cani addestrati, un team di assistenza medica e 11 tonnellate di attrezzature specifiche per il soccorso. Il 12 marzo sono approdati in Giappone cinque membri e due cani addestrati della Protezione civile Sudcoreana, seguiti poi da 102 soccorritori.

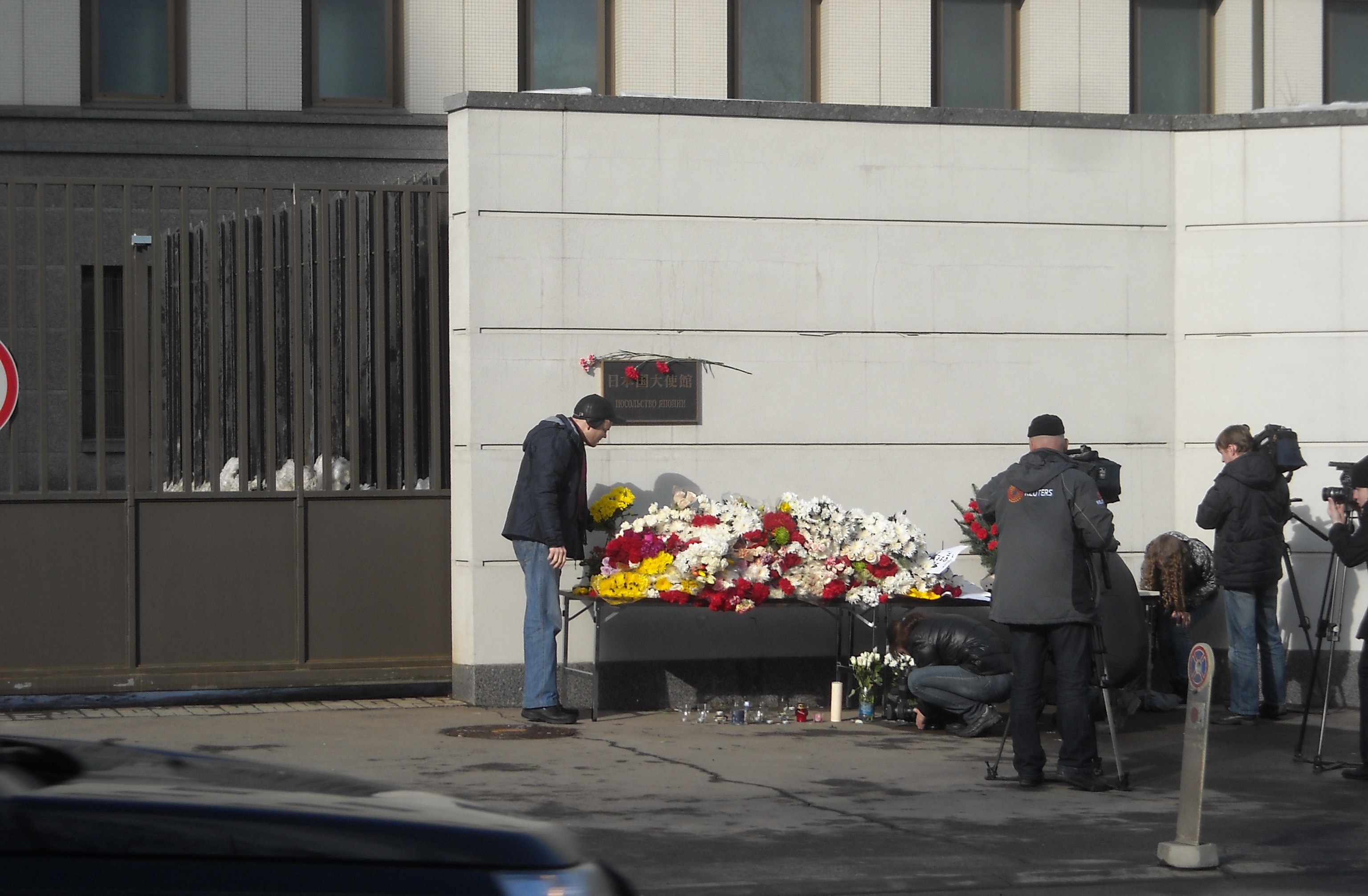
Dei russi lasciano fiori all'esterno dell'ambasciata giapponese a Mosca

In seguito alla richiesta del Giappone di rifornimenti supplementari di gas naturale liquefatto, la compagnia energetica russa Gazprom ha considerato di dirottare due gasiere (per un totale di 150 000 tonnellate) verso il Giappone, nonostante fossero già state vendute. Una funzionaria del Ministero per le Emergenze russo, Irina Adrianova, ha confermato che la Russia avrebbe inviato un elicottero Mil Mi-26 e un team di 50 soccorritori per la ricerca dei superstiti, promettendo ulteriori aiuti. L'Iran ha inviato un team di aiuto della Mezzaluna rossa.
Il presidente di Taiwan Ma Ying-jeou ha chiesto al governo di donare al Giappone 100 milioni di dollari taiwanesi (circa 3,3 milioni di dollari statunitensi). Una squadra di salvataggio del Ministero dell'Interno ha inviato 28 suoi membri il 14 marzo, e un team medico ufficiale era pronto a partire. Altre organizzazioni governative e benefiche taiwanesi hanno raccolto donazioni e inviato assistenza al Giappone.
La Cina, colpita solo un giorno prima del Giappone dal terremoto dello Yunnan, ha inviato una prima donazione di 167 000 $ e una squadra di salvataggio di 15 membri, partita da Pechino il 13 marzo. Il Primo ministro cambogiano Hun Sen ha chiesto al suo governo di donare 100 000 $.
L'Indonesia, che è stato il paese più colpito dallo tsunami del 2004, ha fornito soccorritori, assistenza medica e provviste. La Malaysia ha inviato una squadra di ricerca e salvataggio, con medici e assistenti sanitari.
Singapore ha inviato una squadra di ricerca e salvataggio. L'Afghanistan ha donato 50 000 $ al Giappone. Il governo del Vietnam ha offerto 200 000 $ in aiuto al popolo giapponese. L'India ha inviato indumenti e coperte di lana in previsione di 22 tonnellate. Lo Sri Lanka, un altro Stato duramente colpito dallo tsunami del 2004, ha annunciato l'intenzione di inviare 1 milione di dollari USA come aiuto, oltre a una squadra di medici e di soccorritori. Il governo mongolo ha annunciato l'invio in Giappone di squadre di salvataggio, dopo la donazione di 2500 coperte di lana e di 1 milione di dollari USA.
- Nazioni Unite La portavoce Elisabeth Byrs dell'Ufficio per il coordinamento dell'assistenza umanitaria ha annunciato che 30 squadre di soccorso e di ricerca internazionali erano pronte ad andare in Giappone per fornire assistenza, se fosse stato necessario.[88]
- L'Agenzia internazionale per l'energia atomica (IAEA) offre il proprio aiuto ufficiale al Giappone.[89]
- Argentina La presidente argentina Cristina Fernández de Kirchner ha inviato una lettera di condoglianze al Primo Ministro del Giappone, esprimendo la sua solidarietà al popolo giapponese, così come il sostegno del popolo argentino. L'associazione umanitaria dei Cascos Blancos offre aiuto alle vittime.[90]
- Armenia Il presidente armeno Serž Sargsyan ha inviato una lettera di condoglianze all'imperatore del Giappone Akihito, assicurandogli la disponibilità dell'Armenia a fornire assistenza in Giappone nel far fronte alle conseguenze del terremoto e dello tsunami.[91]
- Australia Il vicepremier Wayne Swan offre assistenza al Giappone, affermando che «l'Australia è pronta ad assistere il Giappone in qualunque modo e in qualunque momento».[92]
- Brasile Il ministro brasiliano delle Relazioni Esterne ha dichiarato: «Il governo e il popolo brasiliano esprimono il loro cordoglio e il loro profondo dolore per le perdite umane causate dal terremoto, uno dei più grandi della storia del Giappone».[93]
- Canada Il primo ministro canadese e la sua famiglia hanno inoltrato il loro personale cordoglio a tutto il popolo giapponese, asserendo che «i loro pensieri e le loro preghiere vanno a chi ha perso i propri cari a causa del terremoto o dello tsunami».[94]
- Cina Il premier Wen Jiabao ha offerto supporto al Giappone esprimendo «profonda solidarietà e sollecitudine per il governo e il popolo giapponese», affermando che il paese è disposto a offrire l'aiuto necessario.[95]
- Corea del Sud Il presidente Lee Myung-bak, sottolineando la tragicità dell'incidente nel paese confinante, si è impegnato ad offrire l'assistenza completa al Giappone. Inoltre, ha ordinato al governo di fare tutto il possibile per gli aiuti.[96]
- Francia Il presidente Nicolas Sarkozy ha dichiarato, in una lettera al Primo Ministro del Giappone, che la Francia è «pronta a rispondere ad ogni possibile richiesta che il Giappone potrebbe voler fare per gestire questa tragedia».[97]
- Georgia Il presidente della Georgia Mikheil Saakashvili ha espresso il suo profondo dolore per la tragedia provocata dal forte terremoto e lo tsunami scatenatisi in Giappone, dicendosi inorridito per la terribile disgrazia che ha causato enormi danni e perdite di vite. Il presidente ha espresso successivamente le sue condoglianze per conto di tutta la nazione al governo del Giappone, ai giapponesi e alle famiglie dei deceduti.[98]
- Germania La cancelliera Angela Merkel ha offerto aiuto al Giappone esprimendo il suo cordoglio alle famiglie delle vittime. Una dichiarazione ufficiale recita: «Siate certi che in queste ore tragiche, la Germania è al fianco del Giappone, ed è pronta ad aiutare».[99]
- India Il primo ministro Manmohan Singh ha offerto la disponibilità dell'India ad aiutare il Giappone, affermando: «Siamo pronti ad aiutare il Giappone in qualunque modo e le nostre risorse sono a vostra disposizione».[100]
- Irlanda Il neoeletto premier Enda Kenny ha inviato un telegramma al Primo Ministro giapponese rilasciando una dichiarazione per cui "l'Irlanda è pronta ad assistere i nostri amici giapponesi in ogni modo possibile".[101]
- Iran Il responsabile della Mezzaluna Rossa iraniana ha espresso la disponibilità dell'organizzazione a fornire aiuti per le vittime del terremoto.[102]
- Israele Il primo ministro Benjamin Netanyahu ha inoltrato un messaggio al governo giapponese, a nome di tutto il popolo di Israele, esprimendo il profondo dolore per la tragedia in Giappone, promettendo di adoperarsi per fornire tutto l'aiuto necessario.[103]
- Italia Il presidente della Repubblica, Giorgio Napolitano, con una lettera all'imperatore Akihito, ha espresso il cordoglio di tutta la nazione: «L'Italia si stringe al popolo giapponese». Il presidente del Consiglio Silvio Berlusconi ha affermato: «Siamo vicini al popolo giapponese in questa tragica circostanza e siamo pronti a dare tutto l'aiuto possibile e l'assistenza al governo».[104]
- Messico Il Segretario degli Affari Esteri, a nome del governo del Messico, ha espresso il suo sgomento per le conseguenze del terremoto avvenuto in Giappone. Il Primo Ministro ha assicurato al governo e al popolo giapponese la solidarietà del Messico, promettendo assistenza.[105]
- Nuova Zelanda Il primo ministro John Key ha riferito di aver assistito con orrore alle scene di devastazione a seguito del terremoto e dello tsunami e che il cuore dei neozelandesi è rivolto al popolo del Giappone. Ha ricordato, inoltre, che il Giappone aveva risposto al recente terremoto della Nuova Zelanda con un forte sostegno, e che il suo paese sarebbe stato pronto ad aiutare il Giappone in qualsiasi modo possibile.[106]
- Pakistan Il presidente Asif Ali Zardari ha riferito di essere profondamente scosso per la perdita di vite umane e per i danni causati dal terremoto e dal successivo tsunami, esprimendo solidarietà e totale sostegno in un messaggio all'imperatore del Giappone Akihito.[107]
- Perù Il presidente Alan García ha espresso il suo cordoglio e si è detto pronto a offrire tutta l'assistenza che il Giappone avrebbe richiesto.[108]
- Polonia Il primo ministro Donald Tusk, a nome del governo della Polonia, ha espresso il suo cordoglio in una lettera al suo omologo giapponese, Naoto Kan, offrendo l'aiuto dei vigili del fuoco polacchi e delle squadre di ricerca e di salvataggio; condoglianze sono state inviate dal presidente Bronisław Komorowski all'imperatore Akihito e dal Ministro degli Esteri Radosław Sikorski al suo omologo Takeaki Matsumoto.[109][110]
- Regno Unito Il primo ministro David Cameron ha dichiarato di aver «chiesto subito al governo di trovare soluzioni per poter aiutare il Giappone»,[111] mentre il ministro degli Esteri William Hague ha affermato che «il Regno Unito è pronto ad offrire assistenza necessaria», compresa l'assistenza umanitaria o di ricerca con squadre di soccorso.[112]
- Russia Il presidente Dmitrij Medvedev ha assicurato l'assistenza della Russia, affermando: «Siamo pronti ad aiutare i nostri vicini per superare le conseguenze di questo terremoto molto forte».[113]
- Sri Lanka Il presidente Mahinda Rajapaksa ha trasmesso le condoglianze sue, del governo e del popolo dello Sri Lanka all'ambasciatore giapponese Kunio Takahashi.[114]
- Stati Uniti Il presidente Barack Obama ha riferito che gli Stati Uniti sono «pronti per ogni tipo di aiuto».[115] Il Dipartimento della Difesa degli Stati Uniti ha affermato di stare smistando forze americane nel Pacifico per fornire appoggio.[116]
- Svizzera Dalla Svizzera un team di esperti delle organizzazioni umanitarie si è detto pronto a partire per il Giappone.[117]
- Thailandia Il primo ministro Abhisit Vejjajiva ha dichiarato nel suo messaggio di condoglianze al primo ministro del Giappone che «la Thailandia è pronta ad assistere il Giappone per mitigare gli effetti dello tsunami». La Thailandia è stata il primo paese ad offrire soccorso con la somma di 5 milioni di baht (165 000 dollari americani).[118]
- Turchia Il presidente Abdullah Gül ha dichiarato: «Speriamo che non ci saranno grandi perdite e danni. Essendo un paese che conosce i dolori di questi tipi di disastri, diamo molta importanza agli aiuti internazionali in queste situazioni».[119] Il ministro degli Esteri Ahmet Davutoğlu ha detto che un'unità speciale sarà istituita presso il Ministero per seguire gli sviluppi e che ha contattato il ministro degli esteri del Giappone per offrire assistenza.[120] La Mezzaluna Rossa Turca in un comunicato ha riferito che avrebbe mandato una squadra nella regione colpita dal terremoto, dichiarandosi pronta a inviare aiuti anche in altri paesi colpiti dallo tsunami come Taiwan, Indonesia, Filippine, Russia e nelle Hawaii.[121]
- Ungheria I vertici ungheresi hanno inviato una squadra di soccorso nella zona composta da otto membri tecnici del team di soccorso e un ufficiale specialista.[122]
- Città del Vaticano Il pontefice Benedetto XVI esprime il cordoglio con un telegramma inviato dal cardinale Bertone a monsignor Leo Jun Ikenaga, presidente della Conferenza episcopale giapponese, e "solidarietà verso tutti coloro che provvedono ai soccorsi".[123] In Giappone i volontari della Caritas si sono subito messi in moto e il Cor Unum ha messo a disposizione 150 000 dollari da parte del Papa.[124] Il 13 marzo, subito dopo l'Angelus, il pontefice Benedetto XVI ha espresso "forte impressione per il tragico terremoto" e "spirituale vicinanza alla popolazione colpita che con dignità e coraggio stanno facendo fronte alle conseguenze di tali calamità".[125]

## Conseguenze
Come conseguenza del terremoto e dello tsunami vi sono stati una crisi umanitaria e un enorme impatto economico.
Oltre 120 000 abitazioni sono state distrutte, altre persone hanno lasciato la loro abitazione per motivi di sicurezza. Il 26 marzo, dopo il rientro a casa di numerose persone, con il numero di sfollati della prefettura di Miyagi sceso da 300 000 a 86 000, il numero di sfollati nell'intero Tohoku era di 244 439 persone. Alcuni sopravvissuti al terremoto sono morti nei rifugi o durante il processo di evacuazione. Molti rifugi hanno avuto difficoltà a nutrire gli sfollati e non erano sufficientemente attrezzati dal punto di vista medico.
La carenza di carburante ha ostacolato le azioni di soccorso. Con la disponibilità di cibo limitata, a parte della popolazione è stato consegnato un solo pasto al giorno.
Viste le cattive condizioni igieniche dei grandi rifugi, il governo giapponese ha deciso di realizzare alloggi temporanei. Entro luglio del 2011 sono state costruite 46 081 unità abitative temporanee, circa l'88% del numero previsto. Al loro interno si è trasferito il 73% degli sfollati. Nel 2014 decine di migliaia di persone si trovavano ancora nei rifugi temporanei, e della ricostruzione promessa dal governo era stato avviato solo il 10%. Nel novembre del 2022 il numero di persone che ancora vivevano negli alloggi temporanei era sceso a 31 438. Di queste, la maggior parte in precedenza aveva vissuto nelle aree vicine alla centrale nucleare di Fukushima, ancora inabitabili. Le cifre ufficiali non comprendono i cosiddetti kuiki-gai, cioè le persone che vivono al di fuori dell'area di evacuazione stabilita dal governo. In molte aree al di fuori della zona di evacuazione i livelli di radiazione registrati sono superiori ai limiti di sicurezza indicati dal governo ma, poiché quelle aree non sono state indicate come aree di evacuazione obbligatoria, gli abitanti non hanno diritto agli aiuti stanziati dal governo per gli evacuati.
È stato stimato che circa 23 600 ettari di terreni agricoli, per lo più risaie, siano stati danneggiati dallo tsunami, con il sale lasciato nel terreno dall’acqua di mare che avrebbe influenzato negativamente i raccolti di riso per anni. L'area colpita rappresenta circa il 3-4% della produzione di riso del Giappone. Nel settembre del 2022 era nuovamente coltivabile il 95% dei campi coltivati prima della catastrofe. Un numero enorme di animali da allevamento è morto a causa dell'interruzione della fornitura di mangime legata alla calamità. Tutto il bestiame da allevamento presente in un'area di 20 chilometri intorno alla centrale di Fukujima è stato soppresso per ordine del primo ministro. Secondo le stime si tratta di 3 500 mucche, 30 000 maiali, 675 000 polli e 100 cavalli.
L'industria della pesca è stata quasi completamente distrutta. È stato stimato che circa il 90% dei 29 000 pescherecci nelle prefetture di Miyagi, Iwate e Fukushima sia stato resi inutilizzabile dallo tsunami. A danneggiare l'attività è stata anche la paura legata alle radiazioni. Un anno dopo il disastro nessuno voleva comprare pesce proveniente dalle aree vicine alla centrale nucleare di Fukushima. La diffidenza nei confronti dei prodotti ittici locali, che nel tempo si era attenuata, si è riaccentuata nel 2021, quando il governo ha annunciato che avrebbe provveduto a riversare in mare le acque usate per il raffreddamento dell'impianto di Fukushima. Diffidenza confermata nel 2023, dopo l'inizio dello sversamento in mare delle acque radioattive che hanno reso estremamente difficile per i pescatori locali vendere il pesce da loro pescato.
All'inizio di giugno 2011, 145 aziende avevano dichiarato bancarotta a causa del terremoto e degli eventi a esso collegati. Secondo un'indagine di NHK, alla fine del 2011 le persone che avevano perso il lavoro erano circa 120 000.
Le linee ferroviarie sono state ricostruite, con la linea fra Tomioka e Namie nella prefettura di Fukushima riaperta nel maggio del 2020 e quella che collega Sendai con Hachinohe completamente ripristinata il 18 dicembre del 2021.
Nonostante la ricostruzione delle strutture, un sondaggio condotto nel 2023, alla vigilia del dodicesimo anniversario del disastro, ha evidenziato come oltre il 70% degli abitanti del Tokohu si sentisse dimenticato dagli abitanti di Tokyo, Saitama e Chiba, per i quali l'11 marzo del 2011 era un ricordo lontano.

## Eventi commemorativi
Nel maggio del 2011 la Concert Hall di L'Aquila è stata inaugurata con un concerto dedicato al terremoto del Tohoku. La Concert Hall, ideata dall'architetto giapponese Shigeru Ban, era stata realizzata con il contributo del governo giapponese in segno di solidarietà dopo il terremoto dell'Aquila del 2009.
Dal 2012 al 2021 il governo ha tenuto una cerimonia commemorativa presso il Teatro nazionale di Tokyo.
Dal 2022 la Sekisui Heim Super Arena di Rifu ospita Notte stellata, show su ghiaccio guidato dal due volte campione olimpico di pattinaggio Yuzuru Hanyū, nato a Sendai, che ha vissuto la catastrofe quando aveva 16 anni. Lo spettacolo del 2022 è stato incentrato sul ricordo di quanto avvenuto, quello del 2023 sulla speranza per il futuro e quello del 2024, al quale ha partecipato anche l'attore di Kyogen Mansai Nomura, sulla celebrazione della vita.